# Höflichkeitsprinzip
Das  Höflichkeitsprinzip (auch Politeness Principle) wurde in Anlehnung an das Kooperationsprinzip von Grice von Geoffrey Leech formuliert.

## Beschreibung
Der Kernsatz des Höflichkeitsprinzip ist „Der Sprecher, indem er höflich mit dem Hörer kommuniziert, misst dem Hörer einen größeren Wert zu als dem Sprecher“ bzw. „Maximiere (unter sonst gleichen Bedingungen) den Ausdruck höflicher Überzeugungen“. Es handelt sich dabei um ein prinzipiengesteuertes System der Pragmatik. Die Maximen, die Leech aus dem Höflichkeitsprinzip ableitet, sind:
- die Taktmaxime (Tact maxim): Minimiere die Kosten für den Hörer, maximiere den Nutzen für den Hörer!
- die Großzügigkeitsmaxime (Generosity maxim): Minimiere den Nutzen für den Sprecher, maximiere die Kosten für den Sprecher!
- die Anerkennungsmaxime (Approbation maxim): Minimiere die Abwertung des Hörers, maximiere die Aufwertung des Hörers!
- die Bescheidenheitsmaxime (Modesty maxim): Minimiere Eigenlob, maximiere das Herunterspielen der eigenen Person!
- die Zustimmungsmaxime (Agreement maxim): Minimiere den Widerspruch zwischen Hörer und Sprecher, maximiere die Zustimmung zwischen Hörer und Sprecher!
- die Sympathiemaxime (Sympathy maxim): Minimiere die Antipathie zwischen Sprecher und Hörer, maximiere die Sympathie zwischen Sprecher und Hörer!

Anhand dieser Prinzipien lassen sich Gespräche führen, die den Sprecher in den Augen anderer als höflich erscheinen lassen. Das Höflichkeitsprinzip erklärt nach Leech Abweichungen von Grice' Kooperationsprinzip, weil es zusätzlich zu dem Gesprächsinhalt die Beziehung zwischen den Gesprächspartnern berücksichtigt. Daher „konkurrieren“ die beiden Prinzipien miteinander und der Sprecher muss abhängig von der Situation entscheiden, welchem Prinzip er die größere Bedeutung beimisst. So können Sprecher z. B. mit einer Höflichkeitslüge (etwa einem Kompliment zum Aussehen des Hörers) von der Grice'schen Qualitätsmaxime abweichen, um nicht die Anerkennungsmaxime zu verletzen und den Hörer dadurch zu kränken.